# Платовское сельское поселение
Платовское сельское поселение — муниципальное образование в Неклиновском районе Ростовской области.
Административный центр поселения — село Весело-Вознесенка.

## Административное устройство
В состав Платовского сельского поселения входят:
- село Весело-Вознесенка;
- хутор Максимов;
- посёлок Приазовский.

## Население
| 2010  | 2012  | 2013  | 2014  | 2015  | 2016  | 2017  |
| ----- | ----- | ----- | ----- | ----- | ----- | ----- |
| 3023  | →3023 | ↘3017 | ↘2957 | ↘2921 | ↗2938 | ↘2929 |
| 2018  | 2019  | 2020  | 2021  |       |       |       |
| ↘2893 | ↘2827 | ↘2787 | ↘2778 |       |       |       |

По переписи населения 2010 года проживает 3 021 чел., в том числе:
- русские — 2 771 (91,72 %)
- украинцы — 105 (3,48 %)
- армяне — 52 (1,72 %)
- греки — 25 (0,83 %)
- белорусы — 11 (0,36 %)
- молдаване — 8 (0,26 %)
- татары — 7 (0,23 %)
- немцы — 4 (0,13 %)
- другие — 38